# 貧甲殻上綱
貧甲殻上綱（ひんこうかくじょうこう、学名：Oligostraca）は、鰓尾類・シタムシ類・貝虫類・ヒゲエビ類をまとめた甲殻類の分類群である。本群に分類される甲殻類は、かつて顎脚類の一部としてまとめられた。
共通の特徴として、他の甲殻類に比べて頭部以降の体節数が少ない（10節以下）ことが挙げられる。系統的には現生汎甲殻類（甲殻類+六脚類）の中で最初に分岐した単系統群で、残り全ての現生汎甲殻類を含んだ Altocrustacea と姉妹群になる。

## 下位分類
次のリストは World Register of Marine Species（2017年12月14日）をもとに列挙した。
- 貧甲殻上綱 Oligostraca
  - ウオヤドリエビ綱 Ichthyostraca
    - 鰓尾亜綱 Branchiura - チョウ（ウオジラミ）
      - チョウ目 Arguloida

    - 舌形亜綱 Pentastomida - シタムシ
      - ケファロバエナ目 Cephalobaenida
      - ポロケファルス目 Porocephalida
      - （目）Raillietiellida
      - （目）Reighardiida

  - 貝形虫綱 Ostracoda - 貝虫（カイミジンコ）
    - （亜綱）Archaeocopa †
      - （下綱）Phosphatocopina †
        - （目）Archaeocopida †

    - （亜綱）Metacopa †
    - ミオドコーパ亜綱 Myodocopa
      - ハロキプリーナ目 Halocyprida
      - ミオドコピダ目 Myodocopida

    - （亜綱）Palaeocopa
      - （下綱）Aparchitacea †
      - （下綱）Eridostraca †
      - （下綱）Leiocopa †
      - レペルディチア下綱 Leperditicopa †
        - パレオコーパ目（ムカシカイムシ目）Palaeocopida †
          - （亜目）Sigilliocopina

      - 扁柄下綱 Platycopa
        - 扁柄目 Platycopina

    - ポドコーパ亜綱（カイミジンコ亜綱）Podocopa
      - （目）Metacopida †
      - ポドコーパ目（カイミジンコ目、節柄目）Podocopida

  - （綱なし）
    - ヒゲエビ亜綱 Mystacocarida
      - ヒゲエビ目 Mystacocaridida